# Fläsch
Fläsch é uma comuna da Suíça, no Cantão Grisões, com cerca de 590 habitantes. Estende-se por uma área de 19,95 km², de densidade populacional de 30 hab/km². Confina com as seguintes comunas: Bad Ragaz (SG), Balzers (LI), Maienfeld, Mels (SG), Sargans (SG), Triesen (LI), Vilters-Wangs (SG).
A língua oficial nesta comuna é o Alemão.